# Комар, Николай Васильевич
Николай Васильевич Комар вариант написания фамилии Комарь (1876 — 27 октября 1938) — железнодорожник, помощник начальника станции, депутат Государственной думы Российской империи II созыва от Самарской губернии.

## Биография
Сын крестьянина Покровской слободы Новоузенского уезда Самарской губернии.  Окончил 4-классное городское училище, по другим сведениям — земскую школу. Служил конторщиком на станции Козлов Рязанской-Уральской железной дороги, позднее билетным кассиром. В 1902-1904 годах во время службы в Козлове принимал участие в работе подпольных народнических кружков. После сдачи экзамена назначен помощником начальника станции Покровская Слобода. Там стал членом местной организации РСДРП, меньшевик, занимался пропагандой среди линейных служащих. В 1906 году арестован как член стачечного комитета забастовок 1905 года, по одним сведениям содержался 4 месяца в Саратовской тюрьме, по другим  — пробыл в ней 2 месяца. После этого служил писарем при земском начальнике в административном отделе. 

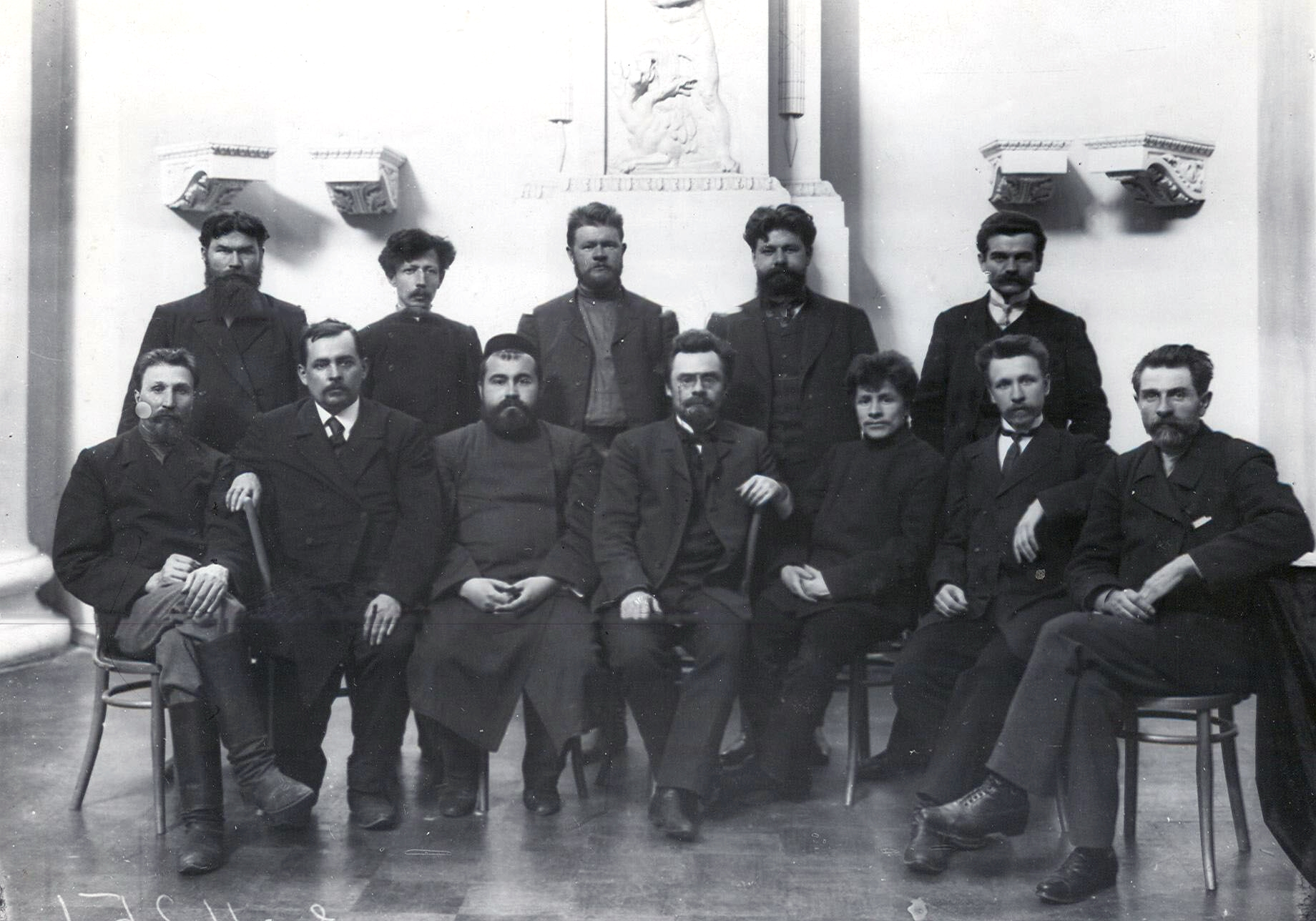
Депутаты Государственной Думы II созыва от Самарской губернии. Сидят: И. Д. Сухоруков, А. П. Клинг, М.-Х. М. Атласов, В. Г. Архангельский, К. Ф. Вознесенский, М. Г. Немальцев, К. А. Рубан; стоят: Я. Ф. Вьюшков, В. М. Стрелков, В. С. Абрамов, П. Н. Попов, Н. В. Комар.

7 февраля 1907 года избран в Государственную думу II созыва от съезда уполномоченных от волостей. Вошёл в состав  Социал-демократической фракции. Был членом думской комиссии по местному управлению и самоуправлению.
По делу социал-демократической фракции 2-й Государственной Думы особым присутствием сената приговорён по 1 ч. 102 ст. Уголовного Уложения к ссылке на поселение, которую отбывал сначала в Богучанах, потом в Казачинском Енисейской губернии. В октябре 1910 года сообщалось, что высылка Н. В. Комаря из села Казачинского приостановлена, он освобождён из тюрьмы с назначением на жительство в селе Казачинском "до особого распоряжения". Позднее отбывал ссылку в Минусинске Енисейской губернии и в Омске.
В 1934 году значился беспартийным. Член общества политкаторжан и ссыльно-поселенцев с номером членского билета  № 1718.
12 сентября 1938 года Николай Васильевич Комарь включён в "расстрельный список" по Саратову и Саратовской области "по 1-й категории". Расстрелян по приговору Выездной сессии ВКВС 27 октября 1938 г.
Реабилитирован 25 января 1958 г.

### Архивы
- Российский государственный исторический архив. Фонд 1278. Опись 1 (2-й созыв). Дело 204; Дело 584. Лист 28.